# Un homme d'affaires
Un homme d’affaires est une nouvelle d’Honoré de Balzac, parue en 1844, aux éditions Hetzel sous le titre Les Roueries d’un créancier, et republiée quelques mois plus tard dans le journal Le Siècle.
Modifié à la fois par le premier éditeur, puis par l’auteur lui-même, Un homme d’affaires s’insère en 1845 dans les Scènes de la vie parisienne de La Comédie humaine pour l’édition Furne de 1846, avec une dédicace datée de 1845 « À Monsieur le Baron James Rothschild, Consul général d’Autriche à Paris, banquier », et sous le titre d’Esquisse d’un homme d’affaires d’après nature, puis sous celui de Un drame dans les prisons dans l’édition Souverain de 1847. Dans le Furne corrigé, le titre devient Un homme d’affaires, tout court.

## Résumé
Balzac emploie encore la technique de la « conversation entre onze heures et minuit » où le récit est fait par les convives d’un repas comme dans Autre étude de femme. L'hôtesse des invités est une écuyère, Malaga, courtisane entretenue par le notaire Cardot. Elle lance tout naturellement la conversation sur un sujet qui la préoccupe : l’argent, son premier problème. Suivront d’autres interventions des personnages réunis : maître Desroches, avoué,  le caricaturiste Jean-Jacques Bixiou, le poète Raoul Nathan, le feuilletoniste Étienne Lousteau et Charles-Édouard Rusticoli, comte de La Palférine.
Ainsi commence un bras de fer affairiste entre Maxime de Trailles, le dandy endetté, et deux hommes d’affaires véreux spécialisés dans l’achat de créances : Fernand du Tillet et Claparon. qui ont déjà sévi de nombreuses fois (La Maison Nucingen, César Birotteau, Autre étude de femme). À ceux-là s’ajoute Cérizet, associé des Cointet, les fossoyeurs de David Séchard dans Illusions perdues.

## Structure du récit
Il s’agit d’un nouveau récit enchâssé où les personnages se télescopent, où les questions d’argent, de rachat de créances suivent un itinéraire parfois complexe. Aucun personnage n’est véritablement le héros principal de l’affaire si l’on excepte Maxime de Trailles dans son rôle d’endetté permanent (il a dû fuir en Angleterre pour éviter la prison dans Le Père Goriot), Claparon, Cardot et Desroches dans leur rôle de racheteurs de créances. Le véritable sujet est « l'argent », traité de manière obsessionnelle, et qui correspond assez bien à l’époque « affairiste », mais surtout au besoin rapide de Balzac de réunir des fonds. Il écrivit le texte en deux jours et le revendit deux fois.